# Phan Văn Dật
Phan Văn Dật (1907-1987), bút hiệu: Tiêu Lang, Thường Nga Phố; là: nhà giáo, nhà phiên dịch, nhà văn, và là nhà thơ Việt Nam. 

## Tiểu sử
Phan Văn Dật sinh ngày 17 tháng 8 năm 1907 tại phủ An Thường công chúa ở xóm Xuân An, làng Phú Xuân (nay là phường Vĩnh Ninh, thành phố Huế). Tuy nhiên, chánh quán của ông thì ở làng Đạo Đầu, xã Triệu Trung huyện Triệu Phong, tỉnh Quảng Trị.
Cha ông là Thị độc đại học sĩ Phan Văn Dư, cháu nội nhiều đời của Đô thống hậu quân Phan Văn Thúy (một bộ tướng của chúa Nguyễn Ánh), An Thường công chúa(con vua Minh Mạng) và Phò mã Phan Văn Uýnh.
Xuất thân trong một gia đình có họ ngoại với hoàng tộc, có nhiều người làm quan võ, nhưng Phan Văn Dật lại yêu thích nghiệp văn, rất có thể vì ông chịu ảnh hưởng từ cha (Thị độc đại học sĩ) và hai cậu (nhà văn Trần Thanh Mại và nhà văn Trần Thanh Địch).
Thuở nhỏ, Phan Văn Dật theo học chữ Hán, lớn lên mới theo học chữ quốc ngữ tại Trường Quốc Học Huế.
Năm 1927, ông tốt nghiệp bằng Thành chung, vì gia cảnh phải thôi học vào làm thư ký tại Sở Trước bạ Đà Nẵng.
Năm 1939, ông về lại Huế làm ở Nha Ngân khố Trung Kỳ, rồi trải qua các sở: Sở Văn hóa, Nha Thông tin, Sở Ngân chánh Huế, đồng thời dạy học tại Trường Nữ học Đồng Khánh và Trường Quốc Học Huế.
Năm 1951, ông làm Chủ sự Phòng Trước bạ Huế. Tháng 11 năm này, ông được cử đi tu nghiệp ở Trường Trước bạ quốc gia Lyon, Pháp cho đến tháng 5 năm 1952.
Năm 1959, ông được biệt phái sang Viện Đại học Huế, năm sau được cử làm Giảng viên Viện Hán học, sau kiêm cả chức vụ Giám học cho đến năm 1963.
Năm 1964, ông về hưu nhưng vẫn tiếp tục dạy giờ tại các trường Cao đẳng Mỹ thuật, Nông Lâm Súc, trường Bách khoa Bình dân và Trung học tư thục Đào Duy Từ. 
Phan Văn Dật mất tại Huế vào ngày 11 tháng 2 năm 1987, hưởng thọ 80 tuổi, sau hơn mười năm rời bục giảng và cũng không còn viết lách gì được nữa.

## Tác phẩm
Tác phẩm của Phan Văn Dật, gồm:
- Bâng Khuâng (thơ, 1935)
- Diễm Dương trang (tiểu thuyết, giải thưởng Tự lực văn đoàn năm 1935)
- Những ngày vàng lụa (thơ, chỉ đăng rải rác ở các báo, ở trong các sách hợp tuyển, chưa in)

Bên cạnh đó, ông còn nhiều bài viết đăng trên các báo: Nam Phong tạp chí, Thực nghiệp dân báo, Thần Kinh tạp chí, Tràng An, tạp chí Khuyến học, Rạng Đông, Cười... 
Ngoài ra, ông còn để lại một số công trình nghiên cứu và dịch thuật khi Viện Đại học Huế mời ông giảng dạy và tham gia việc biên soạn sử liệu. 

## Nhận xét
Phan Văn Dật là một người rất mê đọc sách báo, ngay từ 6 tuổi, ông đã biết để dành tiền mua chúng. Năm 1924, lúc 14 tuổi, ông bắt đầu sáng tác và có thơ văn đăng báo.
Tháng 12 năm 1935, Hoài Thanh và Hoài Chân có viết một bài về quyển thơ Bâng khuâng của ông trên báo Tràng An, sau được trích in lại trong quyển Thi nhân Việt Nam. Cùng năm này, tiểu thuyết Diễm Dương trang của ông được giải thưởng của Tự lực văn đoàn, và bài viết Nghệ thuật và nhân sinh của ông đăng trên tạp chí Khuyến học tại Hà Nội số ra ngày 15 tháng 12 năm 1935. Bài viết trên ngay sau đó đã bị báo chí thời bấy giờ lên tiếng phê phán và liệt ông vào phái " nghệ thuật vị nghệ thuật" bên cạnh Hoài Thanh, Lưu Trọng Lư, Thiếu Sơn, Lê Tràng Kiều...Và cũng chính vì theo khuynh hướng này, nên thơ ông thường đa sầu, hoài cổ và mộng mơ.

### Về thơ
Nhận xét về tập thơ Bâng Khuâng, Hoài Thanh và Hoài Chân viết:
...Nguyễn Nhược Pháp với tập "Ngày xưa" đã nhìn vào cảnh vật xưa bằng con mắt một người thời nay, Phan Văn Dật với tập "Bâng khuâng" đã nhìn cảnh vật ngày nay sau bức màn một tâm hồn xưa...Giữa cuộc đời náo động, người ngoảnh mặt làm ngơ và tự tạo cho mình một thế giới riêng, một thế giới lặng lẽ đầy mơ mộng...
Tôi không hay hưởng cùng cái hiện tại.
Hững hờ, tôi thường để nó đi qua.
Chuyện ngày nay sau tôi sẽ xót xa,
Tôi chỉ tiếc những giờ không trở lại.
...Nói cho đúng, thi nhân chẳng phải hoàn toàn sống trong cảnh xưa cảnh mộng và cái thế giới chung quanh tuyệt không có trong con mắt thi nhân. Người cũng biết say vì cảnh đẹp thoáng qua trước mắt. Có lúc bỗng sực nhớ mình là một trai trẻ đương tuổi yêu, nghệ sĩ nắn mấy vần thơ:
Ca ngợi tình yêu, vẻ đẹp em,
Lời thơ réo rắt tôi săn tìm.
Cậy người mang tặng cho em đọc,
Em để vào ngăn em chẳng xem.
...Thơ Phan Văn Dật không rực rỡ không réo rắt, không hùng tráng, không làm tha bồi hồi ngây ngất, nhưng vẫn khiến ta ưa đọc: nó là những vần thơ dễ thương. Ta không cảm phục mà ta lưu luyến, cũng như ta lưu luyến đất Kinh đô là nơi quê hương của thi nhân...
Nhìn chung, thơ Phan Văn Dật ít tả cảnh mà thiên về tình, cái tình hoài niệm ấy lại thường gửi gắm qua một câu chuyện tự sự. Ở ông không có những cảm xúc cháy lên như Xuân Diệu, cũng không phải là một tiếng thơ gợi lại những gì mộc mạc, thôn dã kiểu Nguyễn Bính, mà là thứ tình cảm tiếc nuối, nhân hậu, hướng về những gì đã qua đi không trở lại...
Phan Văn Dật sớm tiếp thu cổ văn Trung Quốc và văn học cổ điển Pháp, lại ít nhiều chịu ảnh hưởng tư tưởng tự do dân chủ, nhưng ông vẫn neo chặt ngòi bút của mình vào khuôn phép đạo đức truyền thống, tuy không quá cổ hủ song cũng không dám buông thả...Điều đó, không chỉ thể hiện trong nội dung thơ, mà nó còn biểu hiện phần nào ở thi pháp nghệ thuật của ông. Đa phần thơ ông làm theo lối thất ngôn, ngũ ngôn của Đường luật, lục bát và song thất lục bát chứ chưa dám bước sang ranh giới của lối thơ phá thể, thơ tự do...

### Về văn
Diễm Dương trang là tác phẩm văn duy nhất của Phan Văn Dật, được viết vào khoảng thời gian ông vào làm việc tại Sở Trước bạ Đà Nẵng, cho nên bối cảnh được tác giả đưa vào truyện chủ yếu tại bãi biển Mỹ Khê nằm cách Đà Nẵng không xa. Nội dung Diễm Dương trang kể về mối tình của anh thư ký Tòa sứ với các cô gái nhà khá giả như Dinh, Nga...
Đề cập đến tác phẩm này, Từ điển Văn học (bộ mới) viết: 
Tuy kết cấu còn đơn giản, nhưng tác giả đã biết dẫn dắt cốt truyện theo một trình tự thời gian đảo ngược giữa hiện tại và quá khứ một cách khá hiện đại. Đặc biệt, văn chương hết sức óng chuốt, không thua bất cứ nột tác phẩm văn xuôi nào thời bấy giờ....Qua "Diễm Dương trang", chứng tỏ ngoài thơ, ông còn là một cây bút văn xuôi tinh tế, nhạy cảm, và không thiếu phần sắc sảo...
Tiểu thuyết Diễm Dương trang đã được Tự lực văn đoàn xét tặng giải thưởng năm 1935.